# Oneirology
Oneirology är ett studioalbum av den amerikanska hiphopgruppen CunninLynguists, utgivet 2011.

## Låtlista
| Nr  | Titel                                                                   | Kompositör                                      | Track notes | Längd |
| --- | ----------------------------------------------------------------------- | ----------------------------------------------- | ----------- | ----- |
| 1.  | Predormitum (Prologue)                                                  | Garrett Bush, Willis Polk II, Ryan Wisler       |             | 4:09  |
| 2.  | Darkness (Dream On) (featuring Anna Wise of Sonnymoon)                  | Bush, Polk, Wisler, Anna Wise                   |             | 3:56  |
| 3.  | Phantasmata                                                             | Bush, Polk, Wisler                              |             | 1:54  |
| 4.  | Hard as They Come (Act I) (featuring Freddie Gibbs)                     | Bush, Wisler, Fredrick Tipton                   |             | 4:17  |
| 5.  | Murder (Act II) (featuring Big K.R.I.T.)                                | Bush, Polk, Wisler, Justin Scott, Willie Eames  |             | 3:35  |
| 6.  | My Habit (I Haven't Changed)                                            | Bush, Polk, Wisler                              |             | 2:01  |
| 7.  | Get Ignorant                                                            | Bush, Polk, Wisler                              |             | 4:30  |
| 8.  | Shattered Dreams                                                        | Bush, Polk, Wisler                              |             | 3:39  |
| 9.  | Stars Shine Brightest (in the Darkest of Night) (featuring Rick Warren) | Bush, Polk, Wisler, Rick Warren                 |             | 4:02  |
| 10. | So As Not to Wake You (Interlude)                                       | Bush, Polk, Wisler                              |             | 1:24  |
| 11. | Enemies with Benefits (featuring Tonedeff)                              | Bush, Polk, Wisler, Anthony Rojas, Herman Floyd |             | 3:54  |
| 12. | Looking Back (featuring Anna Wise of Sonnymoon)                         | Bush, Polk, Wisler, Wise                        |             | 3:14  |
| 13. | Dreams (featuring Tunji and B.J. The Chicago Kid)                       | Bush, Polk, Wisler, Bryan Sledge, O. Balogun    |             | 5:03  |
| 14. | Hypnopomp (Epilogue) (featuring Bianca Spriggs)                         | Polk, Wisler, Bianca Spriggs                    |             | 1:42  |
| 15. | Embers                                                                  | Bush, Polk, Wisler, Floyd                       |             | 2:55  |

### Fotnoter
1. ↑  ”Oneirology”. Discogs.com. http://www.discogs.com/CunninLynguists-Strange-Journey-Volume-One/master/237176. Läst 6 maj 2012.